# Dukász Anna
Dukász Anna (Nagyvárad, 1925. április 30. – Debrecen, 2000. június 12.) erdélyi magyar színésznő, Vígh István (1936) képzőművész felesége, Dukász Péter színész anyja.

## Életútja
A második világháború után kezdte színházművészeti pályafutását Szatmárnémetiben. Nagyváradon nyolc évig volt ünnepelt primadonna. Azután váltott, a drámairodalom híres nőalakjait játszotta. 1961-ben Marosvásárhelyre szerződött, majd tíz évig a sepsiszentgyörgyi színtársulat tagja lett; 1968–1978 között a sepsiszentgyörgyi Állami Magyar Színház igazgatója volt.
1978-ban, képzőművész férjével, Vígh Istvánnal együtt az Amerikai Egyesült Államokba emigrált, s ott is férjével együtt a magyar kultúrát népszerűsítették. A művésznő magyar környezetben lépett fel, maga szerkesztette verses, zenés összeállításokkal szerepelt. 1993-ban a Határon Túli Magyar Színházak Fesztiválján Kisvárdán fellépett a torontói magyar társulatban. Ezzel az előadással Erdélyben is turnéztak, Dukász Anna egykori sikeres fellépéseinek színhelyén, Szatmárnémetiben, Nagyváradon és Kolozsváron. 
A művésznő pályafutásának 50. évfordulóját Munkácson ünnepelte meg, első fellépéseinek színhelyén. 20 évig tartó emigráció után férjével Debrecenben telepedett le. Itt érte a halál 2000. június 12-én. 75 évet élt. Temetése 2000. június 25-én volt Debrecenben.